# Евстиль
Евстиль или эвстиль (греч. eustylos — с красивыми колоннами) — разновидность античных храмовых сооружений, описанная Витрувием. Такой тип построек украшался колоннадой, у которой интерколумний (интервал между колоннами) выбирался оптимальным образом. Как правило, эта величина равнялась двум с четвертью нижним диаметрам, но на торцах храмового здания она могла достигать трёх диаметров. 
Евстиль мог быть четырёх-, шести- и восьмиколонным. Витрувий считал, что евстиль компенсирует функциональные неудобства остальных стилей расстановки колонн, обеспечивает зрелищность архитектурных форм и удобный доступ к сооружению.